# Copiula alpestris
Copiula alpestris es una especie de anfibio anuro de la familia Microhylidae. Se distribuye por la región de las Tierras Altas de Papúa Nueva Guinea entre los 1800 y los 2800 metros de altitud. Es una rana terrestre que habita en suelos de musgo en selvas tropicales montanas. Se cree que se reproduce por desarrollo directo como otras especies de su género.